# Per Olof Sundelin
Per Olof Sundelin (ur. 29 września 1937) – szwedzki brydżysta, World Life Master (WBF), European Grand Master oraz European Champion w kategorii Open (EBL).
Per Olof Sundelin był wielokrotnie komentatorem zawodów brydżowych i redaktorem biuletynów na zawodach brydżowych. Pełnił wielokrotnie funkcje niegrającego kapitana lub coucha drużyn reprezentacyjnych Szwecji.

## Funkcje w organizacjach brydżowych
Per Olof Sundelin pełnił następujące funkcje w organizacjach brydżowych:
- 1994–2003 Członek Komitetu Zawodów i Turniejów WBF;
- 1987–1989 Członek Komitetu Kart Konwencyjnych WBF;
- 1987–1988 Członek Komitetu Punktacji WBF;
- 1989–2002 Członek Komitetu Systemów WBF;
- 2006–2012 Członek Komitetu Systemów WBF;
- 2010–2012 Członek Komitetu Młodzieży WBF;
- 1999–2001 Członek Komitetu Odwoławczego EBL;
- 2007–2010 Członek Komitetu Odwoławczego EBL;
- 2011– Członek Komitetu Dyscyplinarnego EBL;
- 1999–2001 Członek Komitetu Systemów EBL;
- 2007–2010 Członek Komitetu Systemów EBL;
- 2011– Członek Komitetu Systemów EBL.

## Wyniki brydżowe

### Olimpiady
Na olimpiadach uzyskał następujące rezultaty:
| Olimpiady brydżowe. Zawody teamów | Olimpiady brydżowe. Zawody teamów | Olimpiady brydżowe. Zawody teamów | Olimpiady brydżowe. Zawody teamów | Olimpiady brydżowe. Zawody teamów | Olimpiady brydżowe. Zawody teamów |
| Rok                               | Miejsce                           | Zawody                            | Kategoria                         | Drużyna                           | Pozycja                           |
| --------------------------------- | --------------------------------- | --------------------------------- | --------------------------------- | --------------------------------- | --------------------------------- |
| 2004                              | Stambuł                           | 12. Olimpiada Teamów              | Open                              | Sweden                            | 9                                 |
| 2000                              | Maastricht                        | 11. Olimpiada Brydżowa            | Open                              | Sweden                            | 9                                 |
| 1988                              | Wenecja                           | 8. Olimpiada Teamów               | Open                              | Sweden                            | 3                                 |
| 1984                              | Seattle                           | 7. Olimpiada Teamów               | Open                              | Sweden                            | 9                                 |
| 1980                              | Valkenburg                        | 6. Olimpiada Teamów               | Open                              | Sweden                            | 15                                |
| 1976                              | Monte Carlo                       | 5. Olimpiada Teamów               | Open                              | Sweden                            | 5                                 |

### Zawody światowe
W światowych zawodach zdobył następujące lokaty:
| Mistrzostwa Świata. Konkurencja teamów | Mistrzostwa Świata. Konkurencja teamów | Mistrzostwa Świata. Konkurencja teamów  | Mistrzostwa Świata. Konkurencja teamów | Mistrzostwa Świata. Konkurencja teamów | Mistrzostwa Świata. Konkurencja teamów |
| Rok                                    | Miejsce                                | Zawody                                  | Kategoria                              | Drużyna                                | Pozycja                                |
| -------------------------------------- | -------------------------------------- | --------------------------------------- | -------------------------------------- | -------------------------------------- | -------------------------------------- |
| 2010                                   | Filadelfia                             | 13. Seria Mistrzostw Świata             | Seniorzy                               | Sternberg                              | 13                                     |
| 2009                                   | São Paulo                              | 39. Mistrzostwa Świata Teamów           | Trans                                  | Amaralb                                | 37                                     |
| 2006                                   | Werona                                 | 12. Mistrzostwa Świata                  | Open                                   | Sundelin                               | 113                                    |
| 2006                                   | Werona                                 | 12. Mistrzostwa Świata                  | Seniorzy                               | Jean-Marsha                            | 4                                      |
| 2005                                   | Estoril                                | 37. Mistrzostwa Świata Teamów           | Open                                   | Sweden                                 | 4                                      |
| 2003                                   | Monte Carlo                            | 36. Mistrzostwa Świata Teamów           | Trans                                  | Zest                                   | 55                                     |
| 2002                                   | Montreal                               | 11. Mistrzostwa Świata                  | Seniorzy                               | Sternberg                              | 5                                      |
| 2000                                   | Southampton                            | 34. Mistrzostwa Świata Teamów           | Trans                                  | Schiesser                              | 20                                     |
| 1998                                   | Lille                                  | 10. Mistrzostwa Świata                  | Open                                   | Sundelin                               | 5                                      |
| 1996                                   | Rodos                                  | 1. Mistrzostwa Świata Teamów Mikstowych | Miksty                                 | Cormack                                | 15                                     |
| 1991                                   | Jokohama                               | 30. Mistrzostwa Świata Teamów           | Open                                   | Sweden                                 | 3                                      |
| 1990                                   | Genewa                                 | 8. Mistrzostwa Świata                   | Open                                   | Gullberg                               | 17                                     |
| 1987                                   | Ocho Rios                              | 28. Mistrzostwa Świata Teamów           | Open                                   | Sweden                                 | 3                                      |
| 1986                                   | Miami Beach                            | 7. Mistrzostwa Świata                   | Open                                   | Sundelin                               | 24                                     |
| 1982                                   | Biarritz                               | 6. Mistrzostwa Świata                   | Open                                   | Morath                                 | 7                                      |
| 1977                                   | Manila                                 | 23. Mistrzostwa Świata Teamów           | Open                                   | Sweden                                 | 3                                      |

| Mistrzostwa Świata. Konkurencja par | Mistrzostwa Świata. Konkurencja par | Mistrzostwa Świata. Konkurencja par | Mistrzostwa Świata. Konkurencja par | Mistrzostwa Świata. Konkurencja par | Mistrzostwa Świata. Konkurencja par |
| Rok                                 | Miejsce                             | Zawody                              | Kategoria                           | Partner                             | Pozycja                             |
| ----------------------------------- | ----------------------------------- | ----------------------------------- | ----------------------------------- | ----------------------------------- | ----------------------------------- |
| 1986                                | Miami Beach                         | 7. Mistrzostwa Świata               | Open                                | Sven-Olov Flodqvist                 | 8                                   |

| Mistrzostwa Świata. Konkurencja indywidualna | Mistrzostwa Świata. Konkurencja indywidualna | Mistrzostwa Świata. Konkurencja indywidualna | Mistrzostwa Świata. Konkurencja indywidualna | Mistrzostwa Świata. Konkurencja indywidualna | Mistrzostwa Świata. Konkurencja indywidualna |
| Rok                                          | Miejsce                                      | Zawody                                       | Kategoria                                    | Pozycja                                      |                                              |
| -------------------------------------------- | -------------------------------------------- | -------------------------------------------- | -------------------------------------------- | -------------------------------------------- | -------------------------------------------- |
| 1994                                         | Paryż                                        | 2. Indywidualne Mistrzostwa Świata           | Open                                         | 50                                           |                                              |

### Zawody europejskie
W europejskich zawodach zdobył następujące lokaty:
| Zawody europejskie. Konkurencja teamów | Zawody europejskie. Konkurencja teamów | Zawody europejskie. Konkurencja teamów | Zawody europejskie. Konkurencja teamów | Zawody europejskie. Konkurencja teamów | Zawody europejskie. Konkurencja teamów |
| Rok                                    | Miejsce                                | Zawody                                 | Kategoria                              | Drużyna                                | Pozycja                                |
| -------------------------------------- | -------------------------------------- | -------------------------------------- | -------------------------------------- | -------------------------------------- | -------------------------------------- |
| 2009                                   | San Remo                               | 4. Otwarte Mistrzostwa Europy          | Seniorzy                               | Milner                                 | 5                                      |
| 2006                                   | Rzym                                   | 5. Puchar Europy                       | Open                                   | NBC – Sweden                           | 7                                      |
| 2004                                   | Barcelona                              | 3. Puchar Europy                       | Open                                   | BKH-Sweden                             | 7                                      |
| 2004                                   | Malmö                                  | 47. Mistrzostwa Europy Teamów          | Open                                   | Sweden                                 | 2                                      |
| 2003                                   | Rzym                                   | 2. Puchar Europy                       | Open                                   | Herkules Stockholm                     | 2                                      |
| 2003                                   | Mentona                                | 1. Otwarte Mistrzostwa Europy          | Open                                   | Gullberg                               | 61                                     |
| 2002                                   | Salsomaggiore                          | 46. Mistrzostwa Europy Teamów          | Open                                   | Sweden                                 | 5                                      |
| 2001                                   | Teneryfa                               | 45. Mistrzostwa Europy Teamów          | Open                                   | Sweden                                 | 21                                     |
| 1993                                   | Mentona                                | 41. Mistrzostwa Europy Teamów          | Open                                   | Sweden                                 | 5                                      |
| 1991                                   | Killarney                              | 40. Mistrzostwa Europy Teamów          | Open                                   | Sweden                                 | 2                                      |
| 1989                                   | Turku                                  | 39. Mistrzostwa Europy Teamów          | Open                                   | Sweden                                 | 3                                      |
| 1988                                   | Kopenhaga                              | 5. Puchar Europy Philip Morris         | Open                                   | Sweden                                 | 2                                      |
| 1987                                   | Brighton                               | 38. Mistrzostwa Europy Teamów          | Open                                   | Sweden                                 | 1                                      |
| 1981                                   | Birmingham                             | 35. Mistrzostwa Europy Teamów          | Open                                   | Sweden                                 | 7                                      |
| 1979                                   | Lozanna                                | 34. Mistrzostwa Europy Teamów          | Open                                   | Sweden                                 | 8                                      |
| 1977                                   | Elsinore                               | 33. Mistrzostwa Europy Teamów          | Open                                   | Sweden                                 | 1                                      |

## Klasyfikacja
- Per Olof Sundelin – klasyfikacja WBF (ang.)
- Per Olof Sundelin – klasyfikacja EBL (ang.)